# Acupresură

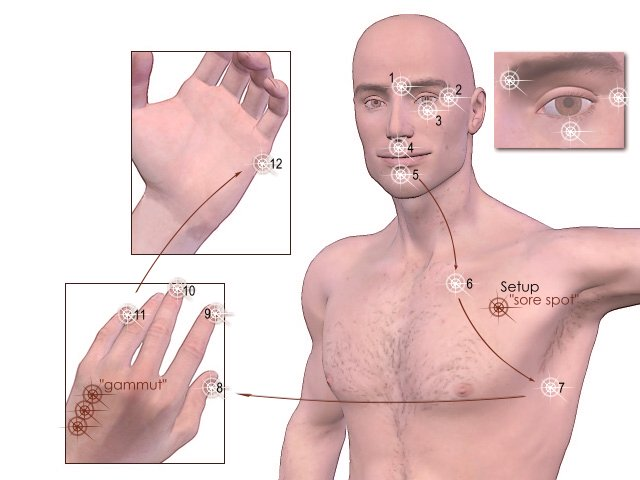
Puncte și câmpuri de energie folosite în tratament

Acupresura (lat. acus = ac, premere= presează) în japoneză Shiatsu (指圧 = presare cu degetul), este o metodă tradițională chineză preluată de medicina japoneză.
Metoda folosește ca și acupunctura meridianele și anumite puncte reflexogene (tsubo) spre deosebire de metoda japoneză Shiatsu aceste puncte se află pe tot corpul omenesc. Medicina clasică n-a recunoscut în mod definitiv existența acestor meridiane sau puncte (tsubo), se presupune că precursorul acupuncturii este acupresura. În ultimul timp forma simplificată de acupunctură și acupresură (Emotional Freedom Techniques) este tot mai frecvent utilizată în psihoterapie în strategia combaterii bolilor nervoase ca frica, și alte tulburări psihice.